# Доступність для інвалідних візків

Міжнародний символ доступності

Доступність для інвалідних візків — забезпечення безперешкодного пересування людей на інвалідних візках у просторі і можливості користуватися суспільними надбаннями та благами.
Доступність є дуже широким поняттям. Воно охоплює різні сфери діяльності людини, зокрема освіта, транспорт, працевлаштування, будівлі та громадські місця, і т. ін. Чимало з них є взаємозалежними (наприклад доступ до шкільного приміщення є умовою доступності освіти). Стандарти доступності мають деякі відмінності для різних країн, але загальні стандрти мають спільне, бо в них втілений кращий практичний досвід багатьох країн.

## Ознаки доступності
- Безпроблемне пересування по прилеглій території.
- Наявність визначених місць для паркування автомобілів найближче до входу у будинок.
- Входи/виходи, двері.
- Доступний заїзд у приміщення, сходи/пандуси.
- Відсутність порогів, широкі двері, широкі коридори.
- Доступність до усіх поверхів у приміщенні (ліфти, ескалатори, пандуси тощо).
- Наявність доступних і пристосованих санітарно-гігієнічних приміщень: туалету, душової тощо.
- Доступні для людей на візках таксофони, банкомати.
- Доступність пересування у транспорті.
- Означення місцезнаходження (піктограми).[2]

## Пересування по прилеглій території
При проєктуванні проходів враховуються розміри інвалідного візка. Його ширина не перевищує 70 см, тому для його проїзду необхідно 75 см. Для руху візка та людини поряд необхідна ширина 1 м 20 см, при русі двох візків — 1 м 50 см. Для повного розвороту візка необхідно 1 м 50 см. Тому ширина тротуару не може бути меншою за 1 м 50 см.
На шляху пересування візків не повинні бути пристрої та обладнання (поштові скриньки, банкомати, таксофони та інше), що розташовані на стінах будинків та подібне, що зменшують чи проїзди чи маневри для інвалідних візків.
Для переміщення інвалідних візків поверхня має бути без стрімких спусків і підйомів, мають бути відсутні сходи. Висота порогів та бордюрів не повинна перевищувати 4,5 см. Причому висота бордюрів має бути 2,5–4,5 см. Це пояснюється тим, що це необхідно для орієнтації незрячих людей при визначенні проїжджої частини.

## Місця для паркування автомобілів

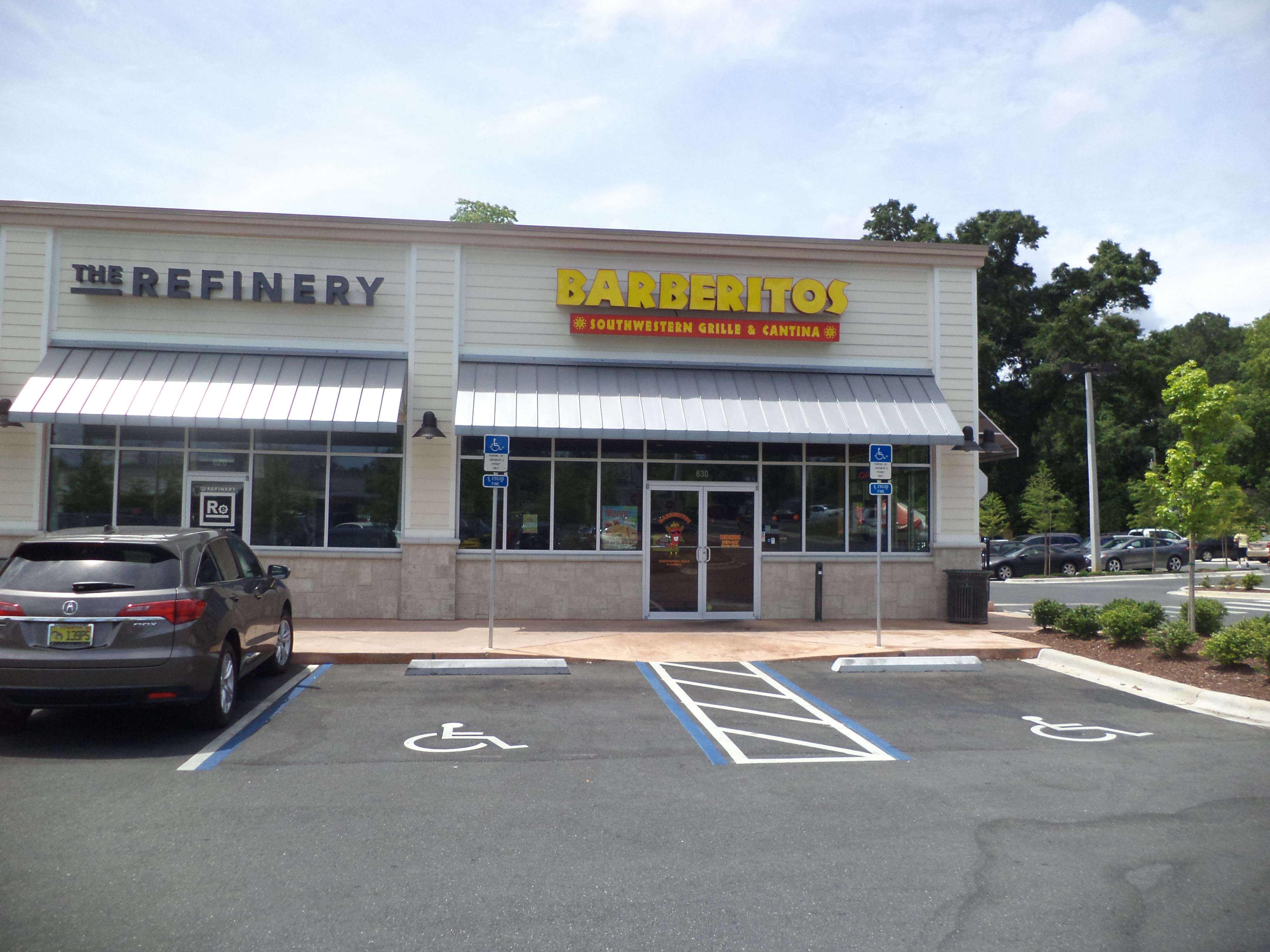
Місця на автостоянці для транспорту з інвалідними візками

Для автомобіля, яким користується людина з інвалідним візком, має виділятися місце з шириною не менше 3 м 60 см, позначене відповідними знаками. Розмітка паркувальних місць має забезпечити для інвалідної коляски проїзд шириною не менше 1 м.

## Вхід у будівлю
При наявності східців для входу у будівлю має бути облаштований пандус. Мінімальна ширина пандуса 1 м (для житлових будинків та будинків з малою відвідуваність може бути 0,9 м). Бажаний нахил пандуса має становити 5 % (1:20), якщо більше, то потрібна стороння допомога, при 12 % (1:8) підйом вважається небезпечним. Якщо висота підйому перевищує 80 см, то потрібно робити горизонтальні площадки для відпочинку та зменшення швидкості при спуску. Двері входу в будівлю мають відкриватися в сторону протилежну від пандуса.
Вхідні двері у будівлю мають мати ширину від 90 см, а у приміщеннях від 85 см. Якщо двері двостулкові, то ширина хоча б однієї з них має бути не менше 85 см. Ручки на дверях мають бути такими, щоб їх можна легко відчинити двері рухом кисті руки або передпліччя. Можна обладнати на рівні 0,9 — 1,2 м від підлоги спеціальну додаткову ручку, за яку можна тягнути та зачинити двері в будь-якому положенні.

## Облаштування в приміщеннях
Для людини, яка переміщається на інвалідному візку, потрібно враховувати її межі досяжності. Обладнання має бути встановлено так, щоб був легкий доступ до робочих місць і вимикачів.
Реєстраційні та інформаційно-довідкові столи, стійки у кафе повинні мати під столом простір для ніг від 60 см. Перед столами для людини у візку має бути простір 1,5 м х 1,5 м для можливості маневрування візком.

## Санітарно-гігієнічні приміщення
На кожному поверсі, по можливості, мають бути туалети, які пристосовані для людей на інвалідних візках. Кабінка для таких людей повинна мати ширину не менше — 1,65 м, глибину — 1,8 м. Перед кабінкою повинна бути площадка розміром не менше 1,5 м х 1,5 м. Двері повинні мати ширину не менше 90 см і відкриватися назовні. Унітази повинні мати висоту від 45 до 60 см. Біля них встановлюються поручні перила на висоті 85-95 см. Умивальники встановлюються на висоті 80-85 см і під ними має бути прямий під'їзд для ніг.
Душові кабіни повинні передбачати переміщення з візка на відкидне сидіння висотою 45-50 см.

## Транспорт
Наземні пасажирські транспортні засоби повинні мати можливості користуватися ними людьми на інвалідних візках. Це досягається за рахунок заниженої посадки і без сходинок на вході. Для зручності мають бути відкидні платформи. А в нових моделях використовуються підйомні платформи. Всередині салону для інвалідних візків має бути передбачена спеціальна зона шириною не менше 75 см та довжиною не менше 130 см для кожного користувача інвалідного візка зі спеціальним кріпленням.
Вхід і вихід до метрополітену повинен облаштовуватися пандусами, ліфтами або підйомними платформами. Серед турнікетів має бути хоча б один розширений для проїзду візків.